# José Luis Cordero
Za članak o meksičkom glumcu, pogledajte "José Luis Cordero (glumac)".
José Luis Cordero (San José, Kostarika, 31. siječnja 1987.) kostarikanski je nogometaš, koji trenutno igra za klub L.D. Alajuelense.

## Biografija
José Luis Cordero je rođen kao José Luis Cordero Manzanares u gradu San Joséu, 31. siječnja 1987. Cordero je prezime njegova oca, dok je Manzanares prezime Joséove majke. 
Cordero je prije igrao za klubove Ramonense, Brujas F.C., C.S. Herediano i Ratchaburi Mitr Phol F.C.